# 고전유머극장
고전유머극장은 1976년부터 1985년까지 방영된 대한민국의 코미디극 프로그램이다. 동양방송에서 '고전유머극장'으로 시작하여 1977년부터는 유모어극장으로 이름을 변경하였으며, 동양방송이 1980년 언론 통폐합으로, KBS에 인수 합병된 후에도 계속 방영되었다.

## 방송
동양방송(TBC, 채널 7)에서 1976년 1월 18일부터 매주 일요일 저녁 6시 30분에 방영되었고, 1980년 언론 통폐합으로, 한국방송공사에 인수 합병된 이후에, KBS 1TV에서 방영을 계속하여 1985년 11월 3일까지 매주 일요일 저녁에 방송되었다.

## 방송 시간
| 방송 채널          | 방송 기간                           | 방송 시간                                        |
| ------------------ | ----------------------------------- | ------------------------------------------------ |
| 동양방송 → KBS 1TV | 1976년 1월 18일 ~ 1976년 1월 25일   | 일요일 오후 6시 30분 ~ 오후 7시 15분 (45분)      |
| 동양방송 → KBS 1TV | 1976년 2월 1일                      | 일요일 오후 6시 35분 ~ 오후 7시 20분 (45분)      |
| 동양방송 → KBS 1TV | 1976년 2월 8일 ~ 1976년 5월 30일    | 일요일 오후 7시 ~ 오후 7시 45분 (45분)           |
| 동양방송 → KBS 1TV | 1976년 6월 13일 ~ 1976년 8월 8일    | 일요일 오후 6시 50분 ~ 오후 7시 40분 (50분)      |
| 동양방송 → KBS 1TV | 1976년 8월 22일 ~ 1976년 9월 26일   | 일요일 오후 6시 50분 ~ 오후 7시 40분 (50분)      |
| 동양방송 → KBS 1TV | 1976년 10월 10일 ~ 10월 17일        | 일요일 오후 6시 50분 ~ 오후 7시 40분 (50분)      |
| 동양방송 → KBS 1TV | 1977년 6월 12일                     | 일요일 오후 6시 50분 ~ 오후 7시 40분 (50분)      |
| 동양방송 → KBS 1TV | 1977년 7월 3일                      | 일요일 오후 6시 50분 ~ 오후 7시 40분 (50분)      |
| 동양방송 → KBS 1TV | 1977년 5월 1일                      | 일요일 오후 7시 ~ 오후 7시 40분 (40분)           |
| 동양방송 → KBS 1TV | 1976년 8월 15일                     | 일요일 오후 6시 30분 ~ 오후 7시 20분 (50분)      |
| 동양방송 → KBS 1TV | 1976년 10월 3일                     | 일요일 오후 6시 30분 ~ 오후 7시 20분 (50분)      |
| 동양방송 → KBS 1TV | 1976년 10월 24일 ~ 1977년 4월 24일  | 일요일 오후 6시 50분 ~ 오후 7시 35분 (40분)      |
| 동양방송 → KBS 1TV | 1977년 5월 8일 ~ 1977년 6월 5일     | 일요일 오후 6시 50분 ~ 오후 7시 35분 (40분)      |
| 동양방송 → KBS 1TV | 1977년 6월 19일                     | 일요일 오후 6시 50분 ~ 오후 7시 35분 (45분)      |
| 동양방송 → KBS 1TV | 1977년 7월 10일 ~ 1977년 7월 24일   | 일요일 오후 6시 50분 ~ 오후 7시 35분 (45분)      |
| 동양방송 → KBS 1TV | 1978년 3월 26일                     | 일요일 오후 6시 50분 ~ 오후 7시 35분 (45분)      |
| 동양방송 → KBS 1TV | 1977년 6월 26일                     | 일요일 오후 6시 10분 ~ 오후 6시 55분 (45분)      |
| 동양방송 → KBS 1TV | 1977년 7월 31일 ~ 1977년 8월 21일   | 일요일 오후 5시 55분 ~ 오후 6시 40분 (45분)      |
| 동양방송 → KBS 1TV | 1977년 9월 4일 ~ 1977년 10월 2일    | 일요일 오후 5시 55분 ~ 오후 6시 40분 (45분)      |
| 동양방송 → KBS 1TV | 1977년 8월 28일                     | 일요일 오후 5시 10분 ~ 오후 6시 (50분)           |
| 동양방송 → KBS 1TV | 1977년 10월 9일 ~ 11월 6일          | 일요일 오후 6시 ~ 오후 6시 40분 (40분)           |
| 동양방송 → KBS 1TV | 1977년 11월 13일 ~ 1978년 3월 19일  | 일요일 오후 6시 ~ 오후 6시 45분 (45분)           |
| 동양방송 → KBS 1TV | 1978년 4월 2일 ~ 1978년 4월 9일     | 일요일 오후 6시 ~ 오후 6시 45분 (45분)           |
| 동양방송 → KBS 1TV | 1978년 4월 16일                     | 일요일 오후 6시 35분 ~ 오후 7시 25분 (50분)      |
| 동양방송 → KBS 1TV | 1978년 5월 21일 ~ 6월 18일          | 일요일 오후 6시 35분 ~ 오후 7시 25분 (50분)      |
| 동양방송 → KBS 1TV | 1978년 7월 2일                      | 일요일 오후 6시 35분 ~ 오후 7시 25분 (50분)      |
| 동양방송 → KBS 1TV | 1978년 4월 23일                     | 일요일 오후 5시 55분 ~ 오후 6시 45분 (50분)      |
| 동양방송 → KBS 1TV | 1978년 4월 30일                     | 일요일 오후 6시 25분 ~ 오후 7시 30분 (1시간 5분) |
| 동양방송 → KBS 1TV | 1978년 5월 14일                     | 일요일 오후 6시 25분 ~ 오후 7시 15분 (50분)      |
| 동양방송 → KBS 1TV | 1978년 6월 25일                     | 일요일 오후 6시 5분 ~ 오후 6시 55분 (50분)       |
| 동양방송 → KBS 1TV | 1978년 8월 20일                     | 일요일 오후 6시 5분 ~ 오후 6시 55분 (50분)       |
| 동양방송 → KBS 1TV | 1978년 5월 21일 ~ 6월 18일          | 일요일 오후 6시 35분 ~ 오후 7시 25분 (50분)      |
| 동양방송 → KBS 1TV | 1978년 7월 30일                     | 일요일 오후 6시 20분 ~ 오후 7시 10분 (50분)      |
| 동양방송 → KBS 1TV | 1978년 8월 6일                      | 일요일 오후 6시 20분 ~ 오후 7시 15분 (55분)      |
| 동양방송 → KBS 1TV | 1978년 8월 13일                     | 일요일 오후 6시 10분 ~ 오후 7시 (50분)           |
| 동양방송 → KBS 1TV | 1978년 8월 27일                     | 일요일 오후 7시 ~ 오후 7시 55분 (55분)           |
| 동양방송 → KBS 1TV | 1978년 9월 3일 ~ 9월 10일           | 일요일 오후 7시 ~ 오후 7시 50분 (50분)           |
| 동양방송 → KBS 1TV | 1978년 9월 17일                     | 일요일 오후 6시 20분 ~ 오후 7시 10분 (50분)      |
| 동양방송 → KBS 1TV | 1978년 9월 24일                     | 일요일 오후 7시 ~ 오후 7시 35분 (35분)           |
| 동양방송 → KBS 1TV | 1978년 10월 1일                     | 일요일 오후 6시 25분 ~ 오후 7시 15분 (50분)      |
| 동양방송 → KBS 1TV | 1978년 10월 8일                     | 일요일 오후 7시 ~ 오후 7시 55분 (55분)           |
| 동양방송 → KBS 1TV | 1978년 11월 12일                    | 일요일 오후 7시 ~ 오후 7시 55분 (55분)           |
| 동양방송 → KBS 1TV | 1979년 2월 25일                     | 일요일 오후 7시 ~ 오후 7시 55분 (55분)           |
| 동양방송 → KBS 1TV | 1978년 10월 22일 ~ 11월 5일         | 일요일 오후 7시 ~ 오후 7시 50분 (50분)           |
| 동양방송 → KBS 1TV | 1978년 11월 19일 ~ 12월 17일        | 일요일 오후 7시 ~ 오후 7시 50분 (50분)           |
| 동양방송 → KBS 1TV | 1979년 1월 7일 ~ 2월 18일           | 일요일 오후 7시 ~ 오후 7시 50분 (50분)           |
| 동양방송 → KBS 1TV | 1979년 3월 4일                      | 일요일 오후 7시 ~ 오후 7시 50분 (50분)           |
| 동양방송 → KBS 1TV | 1979년 3월 18일                     | 일요일 오후 7시 ~ 오후 7시 50분 (50분)           |
| 동양방송 → KBS 1TV | 1978년 12월 24일                    | 일요일 오후 5시 45분 ~ 오후 6시 40분 (55분)      |
| 동양방송 → KBS 1TV | 1978년 12월 31일                    | 일요일 오후 6시 10분 ~ 오후 7시 (50분)           |
| 동양방송 → KBS 1TV | 1979년 3월 11일                     | 일요일 오후 6시 10분 ~ 오후 7시 (50분)           |
| 동양방송 → KBS 1TV | 1979년 3월 25일 ~ 4월 1일           | 일요일 오후 6시 10분 ~ 오후 7시 (50분)           |
| 동양방송 → KBS 1TV | 1979년 4월 8일                      | 일요일 오후 6시 35분 ~ 오후 7시 20분(45분)       |
| 동양방송 → KBS 1TV | 1979년 7월 29일                     | 일요일 오후 6시 35분 ~ 오후 7시 20분(45분)       |
| 동양방송 → KBS 1TV | 1979년 4월 15일 ~ 7월 15일          | 일요일 오후 6시 45분 ~ 오후 7시 30분(45분)       |
| 동양방송 → KBS 1TV | 1979년 8월 12일 ~ 9월 16일          | 일요일 오후 6시 45분 ~ 오후 7시 30분(45분)       |
| 동양방송 → KBS 1TV | 1979년 9월 30일                     | 일요일 오후 6시 45분 ~ 오후 7시 30분(45분)       |
| 동양방송 → KBS 1TV | 1979년 7월 22일                     | 일요일 오후 6시 5분 ~ 오후 6시 50분(45분)        |
| 동양방송 → KBS 1TV | 1979년 9월 23일                     | 일요일 오후 6시 ~ 오후 6시 45분(45분)            |
| 동양방송 → KBS 1TV | 1979년 10월 7일                     | 일요일 오후 7시 ~ 오후 7시 45분(45분)            |
| 동양방송 → KBS 1TV | 1979년 10월 14일 ~ 11월 18일        | 일요일 오후 6시 25분 ~ 오후 7시 10분(45분)       |
| 동양방송 → KBS 1TV | 1979년 11월 25일                    | 일요일 오후 5시 25분 ~ 오후 6시 25분(1시간)      |
| 동양방송 → KBS 1TV | 1979년 12월 2일                     | 일요일 오후 6시 25분 ~ 오후 7시 10분(45분)       |
| 동양방송 → KBS 1TV | 1979년 12월 16일                    | 일요일 오후 6시 25분 ~ 오후 7시 10분(45분)       |
| 동양방송 → KBS 1TV | 1979년 12월 9일                     | 일요일 오후 5시 45분 ~ 오후 6시 30분(45분)       |
| 동양방송 → KBS 1TV | 1979년 12월 30일                    | 일요일 오후 5시 15분 ~ 오후 6시(45분)            |
| 동양방송 → KBS 1TV | 1980년 1월 6일 ~ 2월 10일           | 일요일 오후 6시 15분 ~ 오후 7시(45분)            |
| 동양방송 → KBS 1TV | 1980년 2월 17일                     | 일요일 오후 5시 25분 ~ 오후 6시 15분(50분)       |
| 동양방송 → KBS 1TV | 1980년 2월 24일                     | 일요일 오후 5시 25분 ~ 오후 6시 15분(50분)       |
| 동양방송 → KBS 1TV | 1980년 3월 2일                      | 일요일 오후 5시 55분 ~ 오후 6시 40분(45분)       |
| 동양방송 → KBS 1TV | 1980년 3월 9일 ~ 3월 30일           | 일요일 오후 6시 20분 ~ 오후 7시 10분(50분)       |
| 동양방송 → KBS 1TV | 1980년 4월 20일 ~ 6월 15일          | 일요일 오후 6시 20분 ~ 오후 7시 10분(50분)       |
| 동양방송 → KBS 1TV | 1980년 6월 29일                     | 일요일 오후 6시 20분 ~ 오후 7시 10분(50분)       |
| 동양방송 → KBS 1TV | 1980년 8월 24일 ~ 8월 31일          | 일요일 오후 6시 20분 ~ 오후 7시 10분(50분)       |
| 동양방송 → KBS 1TV | 1980년 4월 6일                      | 일요일 오후 6시 ~ 오후 6시 45분(45분)            |
| 동양방송 → KBS 1TV | 1980년 4월 13일                     | 일요일 오후 6시 ~ 오후 7시 10분(1시간 10분)      |
| 동양방송 → KBS 1TV | 1980년 6월 22일                     | 일요일 오후 6시 10분 ~ 오후 7시(50분)            |
| 동양방송 → KBS 1TV | 1980년 8월 3일 ~ 8월 10일           | 일요일 오후 6시 10분 ~ 오후 7시(50분)            |
| 동양방송 → KBS 1TV | 1980년 7월 6일                      | 일요일 오후 6시 10분 ~ 오후 7시 10분(1시간)      |
| 동양방송 → KBS 1TV | 1980년 8월 17일                     | 일요일 오후 6시 10분 ~ 오후 7시 10분(1시간)      |
| 동양방송 → KBS 1TV | 1981년 2월 7일 ~ 1981년 3월 28일    | 토요일 오후 6시 10분 ~ 오후 6시 50분 (40분)      |
| 동양방송 → KBS 1TV | 1982년 5월 9일 ~ 1982년 11월 14일   | 일요일 오후 5시 30분 ~ 오후 6시 10분 (40분)      |
| 동양방송 → KBS 1TV | 1982년 11월 21일 ~ 1982년 11월 28일 | 일요일 오후 4시 10분 ~ 오후 4시 50분 (40분)      |
| 동양방송 → KBS 1TV | 1982년 12월 5일 ~ 1982년 12월 19일  | 일요일 오후 4시 50분 ~ 오후 5시 20분 (30분)      |
| 동양방송 → KBS 1TV | 1983년 1월 9일 ~ 1983년 3월 27일    | 일요일 오후 5시 10분 ~ 오후 6시 (50분)           |
| 동양방송 → KBS 1TV | 1983년 4월 3일 ~ 1983년 11월 27일   | 일요일 오후 7시 10분 ~ 오후 8시 (50분)           |
| 동양방송 → KBS 1TV | 1983년 12월 4일 ~ 1983년 12월 11일  | 일요일 오후 7시 ~ 오후 8시 (1시간)               |
| 동양방송 → KBS 1TV | 1984년 1월 8일 ~ 1984년 10월 28일   | 일요일 오후 7시 ~ 오후 8시 (1시간)               |
| 동양방송 → KBS 1TV | 1985년 1월 27일 ~ 1985년 11월 3일   | 일요일 오후 7시 ~ 오후 8시 (1시간)               |
| 동양방송 → KBS 1TV | 1983년 12월 18일                    | 일요일 오후 5시 40분 ~ 오후 6시 (20분)           |
| 동양방송 → KBS 1TV | 1983년 12월 25일                    | 일요일 오후 5시 30분 ~ 오후 6시 (30분)           |
| 동양방송 → KBS 1TV | 1984년 11월 18일                    | 일요일 오후 5시 ~ 오후 6시 (1시간)               |
| 동양방송 → KBS 1TV | 1984년 12월 23일                    | 일요일 오후 5시 ~ 오후 6시 (1시간)               |
| 동양방송 → KBS 1TV | 1984년 12월 9일                     | 일요일 오후 4시 30분 ~ 오후 5시 30분 (1시간)     |
| 동양방송 → KBS 1TV | 1985년 1월 20일                     | 일요일 오후 5시 20분 ~ 오후 6시 20분 (1시간)     |

## 내용
동서양의 고전을 토대로 현대적 요소를 가미하여 단막 코미디극으로 꾸몄으며, 조선 시대 한복 차림의 해설자가 처음과 중간에 등장하여 이야기를 해설하는 형식으로 진행되기도 하였다.

## 출연자
배일집, 배연정, 김영하, 서영춘, 송해, 곽규석, 심철호, 최용순, 임희춘, 이상해, 이순주, 김병조 등 동양방송의 코미디언들이 출연하였다.